# Sao đổi ngôi (phim truyền hình Việt Nam)
Sao đổi ngôi là một bộ phim truyền hình được thực hiện bởi M&T Pictures cùng TKL do Lê Lộc làm đạo diễn. Phim được mua kịch bản chuyển thể từ bộ phim truyền hình Anh chàng lọ lem của Hàn Quốc năm 2009. Phim phát sóng vào lúc 13h00 từ thứ 2, 3, 4 hàng tuần bắt đầu từ ngày 12 tháng 9 năm 2012 và kết thúc vào ngày 21 tháng 11 năm 2012 trên kênh HTV7.

## Nội dung
Sao đổi ngôi mang đến câu chuyện cảm động về số phận của hai anh em song sinh nhưng có số phận hoàn toàn trái ngược nhau. Một người được sống trong nhung lụa còn một người phải bôn ba, vất vả từ quá nhỏ.

## Diễn viên
- Nhan Phúc Vinh trong vai Quốc Hưng/Mười Ba[4]
- Tâm Tít trong vai Thảo Dung[5]
- Đoàn Minh Tài trong vai Quốc Hào
- Thúy Ngân trong vai Mỹ Hạnh

Cùng một số diễn viên khác....

## Ca khúc trong phim
Bài hát trong phim là ca khúc "Đợi chờ một tình yêu" do Nguyễn Hồng Thuận sáng tác và Nhóm V.Music thể hiện.

## Giải thưởng
| Năm  | Giải thưởng   | Hạng mục                                | (Người) đề cử  | Kết quả   | Tham khảo |
| ---- | ------------- | --------------------------------------- | -------------- | --------- | --------- |
| 2012 | Giải Mai Vàng | Nam diễn viên truyền hình               | Nhan Phúc Vinh | Đoạt giải | [ 6 ]     |
| 2013 | HTV Awards    | Nam diễn viên chính được yêu thích nhất | Nhan Phúc Vinh | Đoạt giải | [ 7 ]     |